# Фаланга (символ)

Фаланга

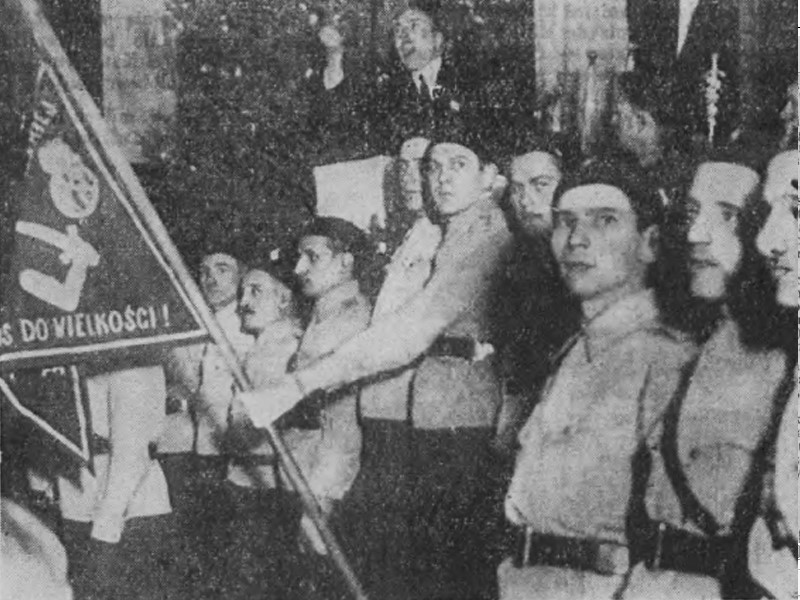
Члены Национальной партии с флагом, на котором изображён первоначальный символ Фаланги

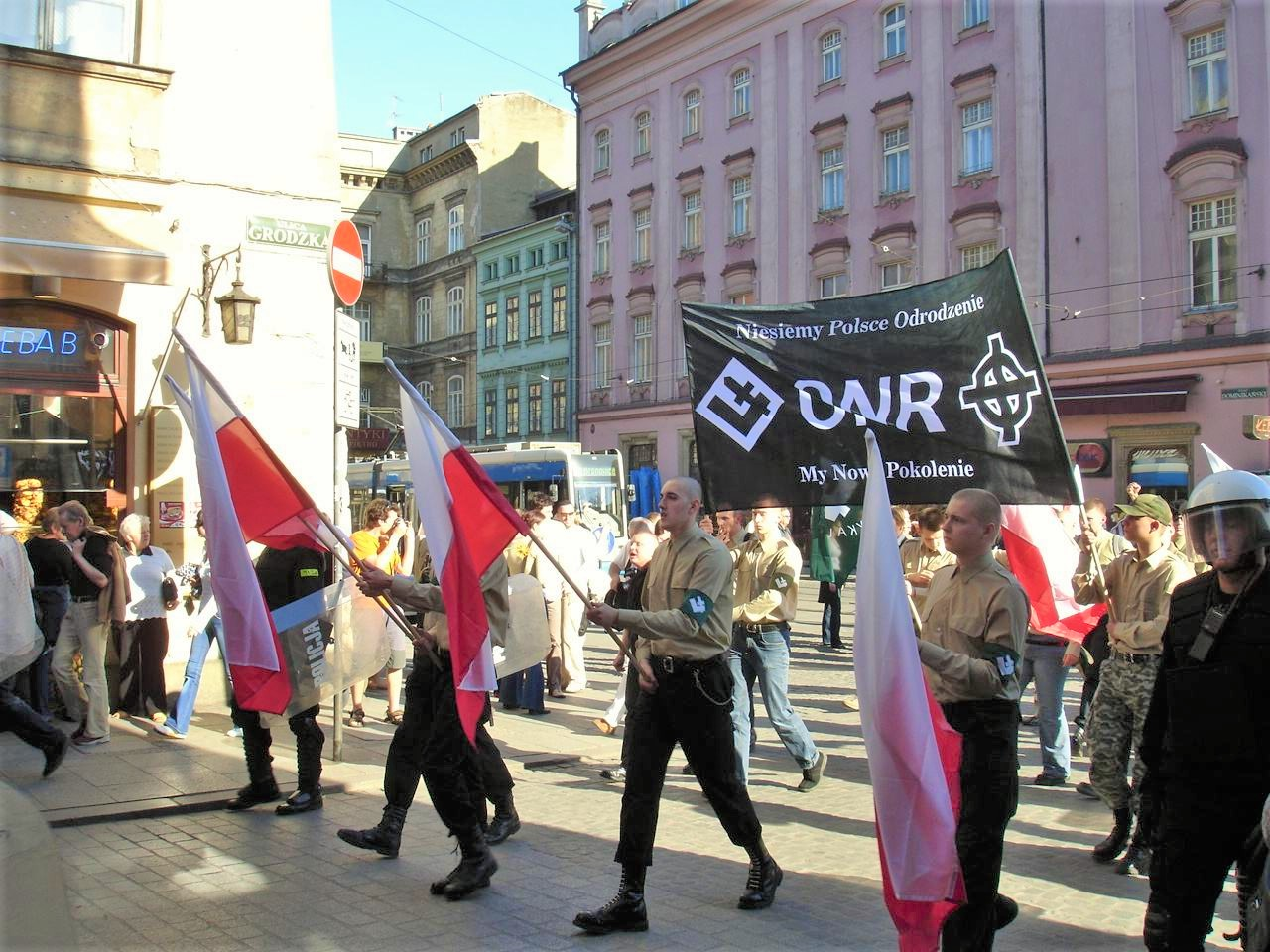
Марш польских националистов из Национально-радикального лагеря, Краков, 2007 год

Фаланга или Рука с мечом (пол. Falanga, Ręka z mieczem) — наименование символа, используемого польскими националистами, главным образом среди движения национального радикализма. Фаланга представляет собой руку, держащую меч.
Символ руки, держащей меч, возник в XVI веке. Впервые этот символ изображался на вымпеле флага одного из кораблей морского флота при правлении польского короля Сигизмунда I. Этот же знак в виде руки, держащей меч, изображается сегодня на флаге военно-морского флота Польши.
Фаланга возникла в 30-е годы XX столетия, когда он стал впервые употребляться вместо Меча храброго, который был запрещён во время политики санации. В это время Меч храброго использовался Лагерем Великой Польши в политической борьбе с польским правительством. Фаланга в это время стала употребляться молодёжной группой Национальной партии. В 1935 году Национально-радикальное движение Фаланга приняло этот символ в качестве своего партийного знака.
Символ Фаланги наряду с Мечом храбрых и Топожелом использовался футбольными болельщиками на футбольном Чемпионате Европы 2008 года. Международная организация «Football Against Racism in Europe» признала эти символы на одном уровне со свастикой, символом СС и символом Ку-клукс-клана. 
В настоящее время Фаланга используется польскими националистическими группами радикального толка Национально-радикальный лагерь и Национальное возрождение Польши.
25 октября 2011 года отдел регистрации окружного суда в Варшаве зарегистрировал символ Фаланги в качестве официального символа движения Национального возрождения Польши, однако после апелляции прокуратуры этот же суд отменил своё решение, заявив: «Политическая партия не может зарегистрировать своим символом более одного графического знака».